# Trigonopoma
Trigonopoma is een geslacht van straalvinnige vissen uit de familie van eigenlijke karpers (Cyprinidae).

## Soorten
- Trigonopoma gracile (Kottelat, 1991)
- Trigonopoma pauciperforatum (Weber & de Beaufort, 1916)